# My Love (песня The-Dream)
«My Love» — второй официальный сингл американского композитора и продюсера The-Dream со второго студийного альбома Love vs. Money. Песня записана при участии Мэрайи Кэри и спродюсирована Carlos «LOS Da Maestro» McKinney.

## Релиз
Первый релиз сингла был перенесен и издан 24 февраля 2009 года на мейнстрим радиостанциях США — Ритм/Кроссовер. Песня была издана для цифровой дистрибуции в США и Канаде 24 февраля 2009.
В Австралии песня была добавлена в списки радиостанций в феврале 2009.

## Информация о песне
Трек стал хитом #1 на радиостанции города Чикаго — «B-96» в рубрике «9 самых популярных песен». На 6 марта 2009 года сингл «My Love» занимал 6 место в интернет-магазине iTunes store R&B/Soul Top 100 и 59 место в чарте iTunes Top 100.

## Отзывы критиков
Обзоры критиков были позитивны, журнал Billboard дал положительную оценку песне, которая: «может войти в историю», а также похвалил вокальную работу Мэрайи Кэри: «она наполнила текст песни искренностью, бесстрашно спела хриплые ноты на кульминационном моменте».

## Музыкальное видео
Съемки видеоклипа, режиссёром которого стал муж Мэрайи Кэри — Ник Кэннон, проходили в Лос-Анджелесе 31 января 2009 года. Для проведения съемок было перекрыто транспортное движение по улице South Pecan Street с 15.30 часов, съемки видео начались со сцены, где Мэрайя поет подъезжая к дому.
Фрагменты съемок видеоклипа можно посмотреть на сайте YouTube.

## Список композиций
Промо CD-сингл
1. «My Love» (Radio edit)
2. «My Love» (Instrumental)

## Позиции в чартах
| Чарт (2009)                         | Высшее место |
| ----------------------------------- | ------------ |
| США Billboard Hot 100               | 82           |
| США Billboard Hot R&B/Hip-Hop Songs | 50           |
| США Billboard Pop 100               | 68           |

## История релиза
| Страна    | Дата                 | Формат                      |
| --------- | -------------------- | --------------------------- |
| США       | 24 февраля 2009      | Цифровые загрузки, Радио    |
| Канада    | 24 февраля 2009      | Цифровые загрузки           |
| Австралия | февраль 2009         | Радио                       |
| Австралия | март или апрель 2009 | Цифровые загрузки, CD-сингл |